# Specie di Ammoxenidae
Di seguito vengono descritte tutte le 18 specie della famiglia di ragni Ammoxenidae note a giugno 2014.

## Ammoxenus
Ammoxenus Simon, 1893
- Ammoxenus amphalodes Dippenaar & Meyer, 1980 — Sudafrica
- Ammoxenus coccineus Simon, 1893 — Namibia
- Ammoxenus daedalus Dippenaar & Meyer, 1980 — Sudafrica
- Ammoxenus kalaharicus Benoit, 1972 — Botswana, Sudafrica
- Ammoxenus pentheri Simon, 1896 — Botswana, Sudafrica
- Ammoxenus psammodromus Simon, 1910 — Africa meridionale

## Austrammo
Austrammo Platnick, 2002
- Austrammo harveyi Platnick, 2002 — Australia occidentale, Australia meridionale
- Austrammo hirsti Platnick, 2002 — Australia meridionale, Tasmania
- Austrammo monteithi Platnick, 2002 — Australia orientale
- Austrammo rossi Platnick, 2002 — Australia occidentale, Territorio del Nord

## Barrowammo
Barrowammo Platnick, 2002
- Barrowammo waldockae Platnick, 2002 — Australia occidentale

## Rastellus
Rastellus Platnick & Griffin, 1990
- Rastellus africanus Platnick & Griffin, 1990 — Namibia, Botswana
- Rastellus deserticola Haddad, 2003 — Sudafrica
- Rastellus florisbad Platnick & Griffin, 1990 — Sudafrica
- Rastellus kariba Platnick & Griffin, 1990 — Zimbabwe
- Rastellus narubis Platnick & Griffin, 1990 — Namibia
- Rastellus sabulosus Platnick & Griffin, 1990 — Namibia
- Rastellus struthio Platnick & Griffin, 1990 — Namibia, Botswana